# 线纹猫蛛
线纹猫蛛（学名：Oxyopes lineatipes）为猫蛛科猫蛛属的动物。分布于中国至苏门答腊以及中国大陆的浙江、安徽、湖南、广东、四川、贵州、陕西等地，一般生活于草丛、灌木丛以及旱作农田。